# Реампінг
Гітарний реампінг (англ. reamping) — це потужна техніка в студійній звукозаписі, яка дозволяє гітаристу або звукорежисеру записувати «чистий» гітарний сигнал, а потім пропускати його через різні підсилювачі, кабінети та ефекти пізніше, після первинного запису. Це дає величезну гнучкість у формуванні гітарного звуку, економлячи час і розширюючи творчі можливості.

## Основа реампінгу
Основна ідея реампінгу полягає в розділенні процесу запису гітарного сигналу на дві фази:
1. Запис «чистого» (DI) сигналу: Гітара підключається до аудіоінтерфейсу (зазвичай через DI-бокс або вхід з високим імпедансом), і записується сирий, необроблений сигнал без підсилювача чи ефектів. Це дозволяє захопити чисте виконання гітариста.
2. Відтворення та «обробка» DI-сигналу: Записаний DI-сигнал відправляється назад з аудіоінтерфейсу через спеціальний пристрій (реампінг-бокс) до гітарного підсилювача, педалей ефектів та кабінету. Звук з мікрофона, розташованого перед кабінетом, потім записується на окрему доріжку в DAW.

## Технічні аспекти та нюанси
Для успішного реампінгу потрібно розуміти кілька ключових технічних деталей:

### DI-бокс (Direct Injection Box)
- Призначення: Основна функція DI-боксу при записі DI-сигналу — перетворити незбалансований, високоомний сигнал гітари (Hi-Z, Instrument Level) у збалансований, низькоомний сигнал мікрофонного рівня (Lo-Z, Mic Level). Це необхідно для коректної подачі сигналу на мікрофонний вхід аудіоінтерфейсу/мікшера, який призначений для низькоомних сигналів.
- Активні vs. Пасивні DI-бокси:
  - Пасивні: Не потребують живлення. Добре підходять для інструментів з високим рівнем вихідного сигналу (наприклад, активні звукознімачі, синтезатори). Можуть бути менш прозорими на низьких частотах або при дуже високому імпедансі інструменту.
  - Активні: Потребують живлення (фантомне живлення від мікшера/інтерфейсу або батарейка). Забезпечують чистіший сигнал, краще працюють з інструментами з низьким рівнем вихідного сигналу (пасивні звукознімачі) і можуть мати кращу перехідну характеристику.
- Важливість: Правильний DI-бокс забезпечує, що записаний «чистий» сигнал буде максимально якісним і збереже всі нюанси виконання.

### Реампінг-бокс (Reamp Box)
- Призначення: Це серце процесу реампінгу. Його головна функція — перетворити збалансований, низькоомний лінійний сигнал (Line Level) з виходу вашого аудіоінтерфейсу на незбалансований, високоомний інструментальний сигнал (Instrument Level), який є «очікуваним» для входу гітарного підсилювача.
- Імпедансне узгодження: Це найважливіший аспект. Гітарний підсилювач «очікує» побачити сигнал з високим імпедансом від гітари (зазвичай 1-10 МОм). Якщо подати на нього низькоомний лінійний сигнал без реампінг-боксу, звук буде тонким, слабким, без «тіла» і динаміки, оскільки підсилювач не буде «навантажений» належним чином. Реампінг-бокс імітує імпеданс гітари.
- Гальванічна розв'язка: Більшість якісних реампінг-боксів мають трансформаторну розв'язку. Це критично важливо для усунення земляних петель (ground loops), які можуть створювати неприємний гул (hum) або шум у сигналі.

### Аудіоінтерфейс
- Виходи: Вам потрібен аудіоінтерфейс з кількома входами (для запису DI-сигналу та мікрофонів) і принаймні одним вільним лінійним виходом для відправлення DI-сигналу на реампінг-бокс.
- Моніторинг: Переконайтеся, що ви можете контролювати відтворений DI-сигнал без затримки, щоб чути, як він звучить через підсилювач.

### Підключення (Workflow)
1. Запис DI-сигналу:
  - Гітара → Вхід DI-боксу (Instrument In)
  - Вихід DI-боксу (XLR Out) → Мікрофонний вхід аудіоінтерфейсу
  - «Наскрізний» вихід DI-боксу (Thru/Link) → Гітарний підсилювач/педалі (для моніторингу гітариста, якщо він хоче чути оброблений звук під час запису). Цей сигнал може не записуватися, він лише для моніторингу.
  - Запишіть «чистий» сигнал на окрему доріжку в DAW.
2. Реампінг:
  - Лінійний вихід аудіоінтерфейсу (де знаходиться DI-сигнал) → Вхід реампінг-боксу
  - Вихід реампінг-боксу → Вхід гітарного підсилювача/першої педалі в ланцюгу
  - Гітарний підсилювач → Гітарний кабінет
  - Мікрофон(и) перед кабінетом → Мікрофонні входи аудіоінтерфейсу
  - Запишіть оброблений сигнал на нову доріжку в DAW.

### Нюанси та рекомендації
- Запис DI-сигналу:
  - Без ефектів: Записуйте DI-сигнал максимально «чистим», без будь-яких ефектів (навіть легкого ревербу), оскільки ви зможете додати їх пізніше. Це дає максимальну гнучкість.
  - Рівень запису: Записуйте DI-сигнал на оптимальному рівні — достатньо гучно, щоб уникнути шуму, але без кліппінгу (перевантаження).
- Вибір підсилювачів та кабінетів: Експериментуйте з різними комбінаціями. Це одна з головних переваг реампінгу.
- Розташування мікрофонів: Мікрофонування гітарного кабінету є мистецтвом. Змінюючи тип мікрофона, його позицію та відстань від динаміка, ви кардинально змінюєте звук. Реампінг дозволяє експериментувати з цим без необхідності, щоб гітарист був присутній.
- Педалі ефектів: Ви можете вставляти педалі ефектів між реампінг-боксом та підсилювачем.
- Тембр-блок підсилювача: Налаштовуйте EQ підсилювача, гейн, майстер-гучність. Це є частиною творчого процесу реампінгу.
- Час і творчість: Реампінг дозволяє гітаристу зосередитися на виконанні під час запису, не відволікаючись на пошук ідеального звуку. Звукорежисер або гітарист може потім спокійно, у зручний час, експериментувати з тоном. Це також корисно, якщо потрібно змінити звук вже після зведення треку.
- Гнучкість у міксі: Якщо гітара «губиться» в міксі, ви можете реампінгувати її з іншими налаштуваннями підсилювача або мікрофонів, щоб вона краще сиділа в загальному звуковому полотні.
- Порівняння: Ви можете легко порівнювати різні «реалізації» гітарного звуку, перезаписуючи одну й ту саму DI-доріжку через різні сетапи.

## Переваги
- Гнучкість: Можливість змінювати тон гітари після запису виконання.
- Економія часу: Гітарист може записати свою партію швидко, а звукорежисер може займатися пошуком звуку пізніше.
- Експерименти: Дозволяє випробувати безліч підсилювачів, кабінетів, мікрофонів та їх розташування.
- Відсутність компромісів: Виконання може бути записане в ідеальних умовах, а мікрофонування — в іншій, спеціально підготовленій кімнаті.
- Виправлення помилок: Якщо звук гітари не «сидить» в міксі, його можна легко змінити.
- Дистанційна робота: Гітарист може надіслати DI-треки звукорежисеру, який потім реампінгує їх у своїй студії.

## Недоліки та їх усунення
- Додаткове обладнання: Потрібен DI-бокс та реампінг-бокс.
- Потенційний шум: Неякісне обладнання або неправильне підключення можуть призвести до шуму або земляних петель (вирішується якісними пристроями з трансформаторною розв'язкою).
- Складність для новачків: Початківцям може бути складно розібратися з імпедансами та рівнями сигналу.
- Не завжди потрібен: Для простих записів або якщо звук гітари вже ідеальний, реампінг може бути надмірним.

Реампінг — це безцінний інструмент для будь-якого гітариста чи звукорежисера, який прагне досягти ідеального гітарного тону та максимізувати гнучкість у процесі запису. Розуміння технічних аспектів імпедансу та сигналів є ключовим для успішного використання цієї техніки.